# Alcis orbifer
Alcis orbifer är en fjärilsart som beskrevs av W. Warren 1896. Alcis orbifer ingår i släktet Alcis och familjen mätare. Inga underarter finns listade i Catalogue of Life.